# Harmonia (비디오 게임)
Harmonia는 비주얼 아츠의 브랜드 Key가 개발한 일본의 종말물 비주얼 노벨이다. 2016년 9월 23일에 스팀을 통해 영어판으로 마이크로소프트 윈도우용으로 출시되었으며 이후 2016년 12월 29일에 일본어판이 출시되었다. 나중에 닌텐도 스위치로 이식되었다. 스토리의 배경은 인공지능의 감정을 지닌 안드로이드 로봇 Phiroids가 개발되었고 이후 인간 문명이 빠르게 쇠퇴한다는 내용이다. 기계식 오른손을 가진 감정이 없는 청년 레이는 작은 마을에서 소녀의 보살핌을 받으며 점차 감정을 표현하는 방법을 배우게 된다.